# Charles Noufflard
Charles Henri Adrien Noufflard, né à Louviers le 7 février 1872 et mort le 16 juin 1952, fut un industriel et administrateur français dans les colonies françaises d'Afrique Noire et d'Océanie.

## Biographie

### L'administrateur
Né à Louviers, Charles Noufflard obtient une licence en droit à la Faculté de Paris et étudie à l'École libre des sciences politiques. Il entre en 1894 à l'Union coloniale française, au nom de laquelle il est chargé de mission à l'Île Maurice en 1898 par le Ministère des Colonies. Le 18 juin 1899, il est nommé chef de la section du commerce de l'Office colonial. Le 8 janvier 1902, il devient secrétaire général des Colonies et est envoyé en mars en mission pour le développement économique des colonies de l'Océan indien et de l'Indochine. Rentré en avril 1903, il est envoyé en septembre au Gabon en tant que secrétaire général du Congo. L'année suivante, le poste de secrétaire général du Gabon est créé pour lui. Il s'intéresse particulièrement au développement agricole de la colonie.
En 1905, il exerce les fonctions de lieutenant-gouverneur par intérim. Dans ce cadre, il est amené à intervenir pour réprimer une révolte des Noirs qui avaient tué un collecteur d'impôts, il se rend sur les lieux, sans escorte militaire, parlemente avec les mutins, et finit par les apaiser. En congé administratif fin 1905, il est nommé secrétaire des Colonies de première classe et envoyé de nouveau au Gabon en avril 1906. Il reste lieutenant-gouverneur par intérim jusqu'en mai 1907. Sa volonté d'encadrer le travail des sociétés concessionnaires suscite des conflits.
Nommé comme gouverneur de troisième classe le 17 mars 1908, il est envoyé aux Nouvelles-Hébrides en qualité de commissaire-résident français. Sa volonté de protéger les travailleurs indigènes et de collaborer activement avec l'administration britannique du condominium lui vaut l'animosité extrême des colons français. Il quitte l'archipel en décembre 1909 et rentre en France début février 1910.
En août 1910, il est chargé de la direction par intérim des finances en Afrique-Occidentale française, poste qu'il occupe jusqu'à fin juillet 1911.
En 1912, après avoir été élevé à la deuxième classe le 24 mai, il est nommé Lieutenant-gouverneur du Dahomey (actuel Bénin). Il est titularisé le 1er juillet 1912 et y reste jusqu'au 4 juillet 1917. Le 5 août 1913, il est nommé chevalier de la Légion d'honneur. En 1914, il intervint au Togo, qui était alors une colonie allemande, et dont il contribua, avec Sir Hugh Clifford représentant l'Angleterre, à fixer le sort les 29 et 30 août 1914, après la victoire du corps expéditionnaire franco-britannique contre les Allemands. Après la capitulation allemande à la fin de la Première Guerre mondiale, le Togo fut divisé entre l'Angleterre et la France, et Charles Noufflard devint l'administrateur de la partie française.
Revenu en France en 1919, il est élu conseiller municipal de Louviers. N'étant plus envoyé dans les colonies, il prend sa retraite au 31 décembre 1925. En 1929, il n'est pas réélu au conseil municipal de sa ville natale et quitte la politique. 
Le 4 janvier 1951, il est promu officier de la Légion d'honneur. Il meurt un an et demi plus tard près de Rouen.

### L'industriel
Charles Noufflard a exploité à Louviers une usine d'apprêt de draps rue de la Mécanique, dans le quartier Saint-Germain. Les bâtiments en furent détruits au cours de la Seconde Guerre mondiale.

### L'érudit
Grand amateur d'art africain, Charles Noufflard réunit une vaste collection qui est dispersée en vente publique après sa mort. En tant qu'érudit, il donne plusieurs conférences à l'Université populaire. Il publie également divers ouvrages à contenu social et politique.

## Distinctions
- 1901 :  Chevalier de l'ordre du Mérite agricole
- 1901 :  Officier d'académie
- 1913 :  Chevalier de la Légion d'honneur
- 1951 :  Officier de la Légion d'honneur

## Hommages
Peu après sa mort, on donna à Louviers le nom de « rue du Gouverneur Noufflard » à l'ancienne rue Thorel.

## Ouvrages
- La Conquête du Togo et la revendication allemande, s.l., s.d.
- La Grande pitié des sinistrés de France : Appel à la solidarité nationale suivi d'une lettre ouverte à M. le Maréchal Pétain, s.l., s.d.
- « Les établissements français de la CFS », 9 p. in Empire colonial de la France. Madagascar, la Réunion, Mayotte, Les Comores, Djibouti, Firmin-Didot et Cie, Paris, 1899 (218 p.), en collaboration avec le Révérend Père Jean-Baptiste Piolet.